# Tobercurry
Tobercurry (iriska: Tobar an Choire) är en ort i republiken Irland.   Den ligger i grevskapet Sligo och provinsen Connacht, i den norra delen av landet, 180 km väster om huvudstaden Dublin. Tobercurry ligger 92 meter över havet och antalet invånare är 1 747.
Terrängen runt Tobercurry är platt åt sydost, men åt nordväst är den kuperad. Terrängen runt Tobercurry sluttar söderut.Runt Tobercurry är det ganska glesbefolkat, med 42 invånare per kvadratkilometer. Närmaste större samhälle är Ballaghaderreen, 19,3 km sydost om Tobercurry. Trakten runt Tobercurry består i huvudsak av gräsmarker.